# Rinzai šú
Rinzai-šú (japonsky 臨済宗; čínsky v českém přepisu Lin-ťi cung, pchin-jinem Línjì zōng, znaky zjednodušené 临济宗, tradiční 臨濟宗), také Rinzai, je vedle školy Sótó a Óbaku jedna z velkých škol japonského zenového buddhismu; do Japonska ji jako první přenesl z Číny buddhistický mnich Eisai Zendži (1141–1215), který se roku 1168 vydal do Číny, aby zde studoval buddhistickou nauku.